# 岡本利之
岡本 利之（おかもと としゆき、1916年11月27日 - 1969年12月30日）は、鳥取県米子市出身のプロ野球選手、高校野球・社会人野球監督。右投右打で、ポジションは捕手、内野手、投手。
父は米子中学校野球部長を務めた岡本速水。

## 来歴・人物
米子中では4年次の1932年に、夏の甲子園に二塁手として出場した（初戦で石川師範に敗れる）。翌1933年は主将・主戦として活躍したが、山陰大会1回戦で敗れ、甲子園出場を逃した。
卒業後は関西大学に進学し、野球部で好打、堅守の内野手として名を馳せた。1939年には職業野球・ライオン軍に入団。弱小チームでユーティリティープレイヤーとして捕手をはじめ、さまざまなポジションをこなした。1年プレー後応召した。
戦後、戦争で痛めた左足が完治しないまま、米子中で後輩の指導にあたっていたが、1947年、創部間もない境中学校野球部後援会幹部の強い要請を受け、同校の監督に就くと、3年間で2度、夏の甲子園地区予選決勝まで駒を進めるなど、同校の礎を築いた。
1950年には母校・米子東高校監督を務め、夏の甲子園でベスト8に導く。その後請われてノンプロの野球部があった米子鉄道管理局（現・JR西日本米子支社）に就職し、采配を振った。
1958年夏の大会後、大橋棣、木下勇、浜田圭司（のち鳥取県高野連審判委員長）の後を受け、米子東監督に復帰。1960年の選抜に出場すると、宮本洋二郎の力投などで山陰勢初となる決勝進出を果たし、高松商の山口富士雄にサヨナラ本塁打を浴びて敗れたものの、準優勝に輝いた。同年夏にも出場を果たすと、活躍が認められ秋の熊本国体にも出場し、再び準優勝。1961年にも選抜に出場、再び高松商の前に屈したが、ベスト4に導いている。その後1965年の選抜、1966年の選抜にも出場、66年には高知に勝利し「打倒・四国勢」の念願を果たすベスト8進出。その後1968年夏の大会限りで監督を勇退した。
翌1969年、胃の不調を訴え入院。「もう一度米子東のプレーを見たい」という願いを叶えられないまま、53歳で死去した。
米子東高野球部逍遥歌の作詞も手がけている。

## 詳細情報

### 年度別投手成績
| 年 度     | 球 団     | 登 板 | 先 発 | 完 投 | 完 封 | 無 四 球 | 勝 利 | 敗 戦 | セ 丨 ブ | ホ 丨 ル ド | 勝 率 | 打 者 | 投 球 回 | 被 安 打 | 被 本 塁 打 | 与 四 球 | 敬 遠 | 与 死 球 | 奪 三 振 | 暴 投 | ボ 丨 ク | 失 点 | 自 責 点 | 防 御 率 | W H I P |
| --------- | --------- | ----- | ----- | ----- | ----- | -------- | ----- | ----- | -------- | ----------- | ----- | ----- | -------- | -------- | ----------- | -------- | ----- | -------- | -------- | ----- | -------- | ----- | -------- | -------- | ------- |
| 1939      | ライオン  | 10    | 6     | 3     | 0     | 0        | 2     | 6     | --       | --          | .250  | 229   | 48.2     | 54       | 1           | 30       | --    | 0        | 23       | 0     | 0        | 35    | 27       | 4.96     | 1.73    |
| 通算：1年 | 通算：1年 | 10    | 6     | 3     | 0     | 0        | 2     | 6     | --       | --          | .250  | 229   | 48.2     | 54       | 1           | 30       | --    | 0        | 23       | 0     | 0        | 35    | 27       | 4.96     | 1.73    |

### 年度別打撃成績
| 年 度     | 球 団     | 試 合 | 打 席 | 打 数 | 得 点 | 安 打 | 二 塁 打 | 三 塁 打 | 本 塁 打 | 塁 打 | 打 点 | 盗 塁 | 盗 塁 死 | 犠 打 | 犠 飛 | 四 球 | 敬 遠 | 死 球 | 三 振 | 併 殺 打 | 打 率 | 出 塁 率 | 長 打 率 | O P S |
| --------- | --------- | ----- | ----- | ----- | ----- | ----- | -------- | -------- | -------- | ----- | ----- | ----- | -------- | ----- | ----- | ----- | ----- | ----- | ----- | -------- | ----- | -------- | -------- | ----- |
| 1939      | ライオン  | 75    | 289   | 247   | 19    | 50    | 4        | 2        | 0        | 58    | 28    | 6     | --       | 2     | 4     | 35    | --    | 1     | 20    | --       | .202  | .304     | .235     | .539  |
| 通算：1年 | 通算：1年 | 75    | 289   | 247   | 19    | 50    | 4        | 2        | 0        | 58    | 28    | 6     | --       | 2     | 4     | 35    | --    | 1     | 20    | --       | .202  | .304     | .235     | .539  |

### 背番号
- 3 （1939年）

### 高校野球監督としての全国大会成績
- 通算成績8勝5敗

| 年度                   | 出場回数      | 全国大会成績 | 対戦校                                                                        | 備考                                                                |
| ---------------------- | ------------- | ------------ | ----------------------------------------------------------------------------- | ------------------------------------------------------------------- |
| 1960年（第32回選抜）   | 25年ぶり2回目 | 準優勝       | 2－1 大宮（埼玉） 4－2 松阪商（三重） 2－0 秋田商（秋田） 1－2 高松商（香川） | 米子東投手は宮本洋二郎。 現在のところ、山陰勢唯一の決勝進出である。 |
| 1960年（第42回選手権） | 4年ぶり9回目  | 2回戦敗退    | 8－0 盈進商（広島） 5－12 徳島商（徳島）                                      | 米子東（米子中時代含む）2度目の春夏連続出場                         |
| 1961年 （第33回選抜）  | 2年連続3回目  | ベスト4      | 2－1 掛川西（静岡） 2－1 敦賀（福井） 延長16回 1－4 高松商（香川）            | 敦賀戦で矢滝伸高投手が23奪三振の大会記録（延長16回参考）            |
| 1965年（第37回選抜）   | 4年ぶり4回目  | 2回戦敗退    | 0－4 高松商（香川県）                                                         | 高松商に3度目の苦杯を喫する。                                       |
| 1966年（第38回選抜）   | 2年連続5回目  | ベスト8      | 6－1 富士宮北（静岡） 2－0 高知（高知） 2－11 中京商（愛知）                  |                                                                     |

## エピソード
- グラウンドでは常に厳しく、木下勇監督とは対照的なスパルタ式で選手を鍛え上げた。個人ノックの嵐に、選手たちは「次に自分が指名されたらと思うと寒気がした」と振り返るほどであった。しかしグラウンド外では選手をすき焼きに誘うなど、意思疎通を大事にした。
- 相手ベンチのサインを見てスクイズを外すなど、優れた勝負勘をもっていた。「実力と品位の野球」をめざして鍛えた米東野球は、"さわやか野球"と絶賛された。
- 試合においては「審判のどんな判定にも潔く従う」を信条としていた。しかし、生涯最後の試合となる1968年夏の鳥取西戦で、同点で迎えた試合終盤の鳥取西走者の生還を認めたクロスプレーの判定に対し、米子東捕手のタッチが早いと見て取った岡本は、判定に対して猛抗議を行った。判定は覆ることなく、結局これが決勝点となって米子東は敗れた。岡本は死の床でも「たった一球の判定で選手の一生が変わることもある。審判の判定はそれだけ重いんだ」と、この時の判定を気にしていたという[2]。

## 注
1. 1 2 3 4 5 6 7  プロ野球人名事典 2003（2003年、日外アソシエーツ）、120ページ
2. ↑  1983年7月の朝日新聞鳥取版「熱球の記憶・信条に背く時」より